# Math Blaster!
Math Blaster! è un videogioco educativo uscito nel 1983, sviluppato dall'ex educatore Jan Davidson e pubblicato dalla Davidson & Associates per Apple II, Atari 8-bit, Commodore 64 e MS-DOS. 
Math Blaster è stato progettato per aiutare gli studenti a padroneggiare i gradi di matematica da 1 a 6.
Il gioco ha avuto numerosi seguiti fino almeno al 2015. Dalla serie originale sono stati altri titoli e spin-off come Alge Blaster e Reading Blaster.

## Modalità di gioco
Un gioco educativo in stile arcade che offre esercizi matematici per lo sviluppo delle abilità. Il titolo contiene minigiochi che mettono alla prova le conoscenze dei giocatori in argomenti come addizione, sottrazione, moltiplicazione, divisione, frazioni, percentuali e decimali. Sullo schermo compaiono una serie di problemi matematici e il giocatore deve muoversi per sparare con il cannone puntando alla risposta corretta. Il gioco include un editor per insegnanti e genitori per progettare i propri problemi.
Mentre questo titolo era puramente un esercizio e una pratica, il sequel del 1987 avrebbe avvolto l'attività attorno a una narrazione. 

## Accoglienza
InfoWorld ha  elogiato il gioco per la sua grafica ad alta risoluzione e lo ha considerato un titolo di spicco nel genere di videogiochi di esercitazione pratica e lo ha considerato un perfetto aiuto per l'insegnante nell'uso della classe della scuola elementare. 
Il gioco ha ispirato una serie di giochi matematici di risoluzione dei problemi che sarebbero diventati una serie popolare sul mercato. Insieme a Reader Rabbit e The Oregon Trail, il gioco è considerato un classico.